# Estación de Arco de Baúlhe
La Estación Ferroviaria de Arco de Baúlhe, también conocida como Estación de Arco de Baúlhe, es una antigua plataforma de la línea del Támega, que servía a la localidad de Arco de Baúlhe, en el ayuntamiento de Cabeceiras de Basto, en Portugal.

## Núcleo museológico
En las antiguas dependencias de la estación, fue instalado el Núcleo Museológico de Arco de Baúlhe, donde se encuentran expuestos diversos elementos de material circulante.

## Historia

### Planificación, construcción e inauguración
La construcción de la Línea del Támega se inició en marzo de 1905, siendo el primer tramo, entre Livração y Amarante, inaugurado el 20 de marzo de 1909; no obstante, solo en 1916 es cuando las obras prosiguieron, habiendo la línea llegado al Apeadero de Chapa el 22 de noviembre de 1926, y a la Estación de Celorico de Basto el 20 de  marzo de 1932. El 14 de abril de 1934, la Comisión Administrativa del Fondo Especial de Ferrocarriles aprobó la apertura de un concurso para la continuación de la Línea entre Celorico de Basto y Arco de Baúlhe, siendo este proyecto concluido el 15 de enero de 1949.

### Declive y cierre
Debido al reducido movimiento, el tramo entre Arco de Baúlhe y Amarante es cerrado al servicio el 1 de enero de 1990.
En 2008, fue presentado un proyecto para la rehabilitación y recuperación del tramo entre Amarante y Arco de Baúlhe, que preveía la explotación ferroviaria turística y el regreso de un servicio regional de pasajeros; este proyecto no fue, no obstante, aceptado.